# Amor infinito
Amor infinito es el nombre del séptimo álbum de estudio y séptimo oficial grabado por el cantautor argentino Alejandro Lerner. Fue lanzado al mercado bajo el sello discográfico BMG Ariola Argentina el 26 de enero de 1993. El álbum estuvo producido por el propio artista, coproducido por Humberto Gatica, Erich Bulling e Ignacio Elisavetsky.

## Lista de canciones
Todas las canciones compuestas por Alejandro Lerner
1. Castillos de arena
2. Secretos
3. Porque
4. El pozo
5. Indulto
6. El francotirador
7. No te apures
8. Juntos para siempre
9. A veces quisiera
10. Sin sentido
11. Cuando te hago el amor

## Músicos
- Alejandro Lerner: Piano, teclados, bajo Moog, bajo sintetizado, percusión, voces, compositor, arreglos y dirección de la orquesta sintetizada de "La Mayda".

- Michael Thompson y Erich Bulling: Guitarras.

- Ignacio Elisavetsky: Guitarras y coros.

- Neil Stubenhaus y Jorge Alfano: Bajo.

- Jody Cortéz y Paulinho Da Costa: Percusión.

- Leyla Hoyle, Francis Benítez y Dan Navarro: Coros.

- Jerry Hey, "The L.A. Gang" y Steve Tavaglione: Bronces.

- Claudia Brant: Artista invitada licencia BMG en "Juntos para siempre"

- Cecilia Toussai: Artista invitada en "Castillos de arena".